# Eyvind Úrarhorn
Eyvind Úrarhorn también Eyvind Aurochs-Horn (m. 1019), es un personaje histórico que aparece principalmente en la saga Orkneyinga y Heimskringla, un afamado guerrero y caudillo vikingo, hermano de armas del hird de Olaf II de Noruega. Eyvind era un influyente caudillo al este de Agder, Noruega en la primera mitad del siglo XI. Óláfs saga helga le cita como descendiente de una casta noble, que hacía incursiones vikingas durante los veranos al oeste (las islas británicas), en el mar Báltico y en Frisia. Participó como uno de los lugartenientes de Olaf II en la batalla de Nesjar (1016).
Eyvind y Guttorm Ketilsson fueron los máximos exponentes escandinavos de las incursiones vikingas en el mar de Irlanda. Eyvind apoyó a un caudillo irlandés llamado Konofogor frente a las embestidas del jarl de las Orcadas, Einar Sigurdsson durante sus incursiones en Irlanda. En 1018 Einar sufrió una aplastante derrota en Larne Lough y guardó un gran rencor, culpando a Eyvind de todos los males.
A su regreso a Noruega en 1019, Eyvind se vio forzado a recalar en las islas Shetland por una tormenta, momento que aprovechó Einar para encabezar una partida de guerreros y apresarle. Lo ejecutó sin contemplaciones junto con algunos de sus vikingos dejando algunos supervivientes a quienes se les permitió continuar su viaje.
El rey Olaf lamentó la pérdida de tan valioso combatiente y según la sagas «sintió que había sufrido una gran perdida y que se había hecho principalmente para herirlo».